# Baía de Aratu
Baía de Aratu är en vik i Brasilien.   Den ligger i delstaten Bahia, i den östra delen av landet, 1 100 km öster om huvudstaden Brasília.
Runt Baía de Aratu är det mycket tätbefolkat, med 2 711 invånare per kvadratkilometer.